# 野田清一郎
野田 清一郎（のだ せいいちろう、 1883年〈明治16年〉10月6日 - 1968年〈昭和43年〉5月10日）は、日本の電気工学者。大阪工業大学初代学長・名誉教授。コーネル大学客員教授。電気学会名誉員。京都帝国大学元助教授・工学博士。京都大学電気工学教室同窓会洛友会初代評議員。
専門は、電気回路・電気工学（特に電動機）、電力工学・電線力学、教育工学。

## 略歴
1883年岡山県生まれ。1908年京都帝国大学理工科大学電気工学科卒業（指導教授：黎明期の日本の送配電・電力研究に尽力した電気学会元会長の青柳栄司）。同学科講師、助教授を経て、1918年欧米留学、コーネル大学客員教授を務め、1920年工学博士（京都帝国大学）。京都大学電気工学教室同窓会洛友会初代評議員。その後、旧制熊本高等工業学校教授、1931年旅順工科大学（旧三工大の一校、戦後閉鎖）学長などを経て、1949年大阪工業大学初代学長、のちに名誉教授・退官。
大阪工業大学の初代学長として、新制大学の開学初期の電気工学・電力工学（のちのパワーエレクトロニクス）の研究・発展に電気工学科の柴山廣らと共に貢献した。アメリカの工業教育に学ぶ大学と企業の産学連携および夜間部の推進を行い、大阪工業大学短期大学部（第二部/夜間部）を創設、初代学部長も兼務した。
主な所属学会は、電気学会、IEEE。主な著書は、実験電気工学 直流機篇（共著、丸善1927、学術書)。主な受賞は、電気学会名誉員(1963)。

## 主な研究
- 交流量の処理に関するマトリックス法
- 一般交流回路綱の解法
- 複端子網通論
- 捲揚電動機（モーター）の制御に就て[7]
- パルス・モータ（電動機）駆動ポテンショメータとその応用
- 米国大学工業教育における工場の立場[6]